# Zoveel te doen
Zoveel te doen is een nummer van de Nederlandse band Toontje Lager uit 1983. Het stond in hetzelfde jaar als zevende track op het album Stiekem dansen, waar het de eerste single van was. In februari dat jaar werd het nummer op single uitgebracht.

## Achtergrond
Zoveel te doen is geschreven door Bert Hermelink. Het is een nederpopnummer waarin de zanger vertelt dat hij nog veel te doen heeft. Het lied is een opsomming van de dingen die nog te doen zijn. B-kant van de single was De deur staat altijd op een kier, een lied dat ook op het album te vinden is.

## Hitnoteringen
De plaat had enkel in Nederland succes en werd veel gedraaid op Hilversum 3 en werd een radiohit in de destijds drie landelijke hitlijsten op de nationale publieke popzender. In de Nationale Hitparade was de plaat zeven weken te vinden en piekte op de achttiende positie. In de Nederlandse Top 40 kwam de plaat tot de negentiende positie en stond vijf weken in deze lijst. In de TROS Top 50 werd de 21e positie behaald. In de Europese hitlijst op Hilversum 3, de TROS Europarade, werd géén notering behaald.

## Trivia
Het instrumentale middenstuk van het nummer was jarenlang de tune van het populaire autoprogramma De heilige koe bij Veronica (tot 1993). Later in de jaren '90 kwam de tune terug in het autoprogramma De gouden koets op RTL 5.